# Marian Więckowski
Marian Więckowski (Varsóvia, 8 de setembro de 1933 – 17 de julho de 2020) foi um ciclista profissional polonês. Venceu as edições de 1954, 1955 e 1956 da Volta à Polônia.
Morreu no dia 17 de julho de 2020, aos 86 anos.